# Syndecan-3
Syndecan-3‏ (Syndecan 3) هوَ بروتين يُشَفر بواسطة جين Syndecan-3 في الإنسان.